# Peter Elias
Peter Elias (* 23. November 1923 in New Brunswick, New Jersey; † 7. Dezember 2001 in Cambridge, Massachusetts) war ein US-amerikanischer Wissenschaftler und Professor für Informationstheorie am MIT. Er war ein bedeutender Pionier der Informationstheorie und Kodierungstheorie (Fehlerkorrigierende Codes). Nach ihm benannt sind unter anderem der Elias-γ-Code und Elias-δ-Code.

## Leben
Elias war der Sohn eines Ingenieurs, der im Labor von Thomas A. Edison arbeitete. Er studierte am Swarthmore College und ab 1942 am MIT, wo er 1944 einen Bachelorabschluss in technischer Betriebswirtschaft (Business Management, Engineering Management) machte und dann in der Navy als Lehrer für Funktechnik diente. Nach der Entlassung 1946 setzte er sein Studium an der Harvard University fort, wo er promoviert wurde. 1953 wurde er Assistant Professor, 1957 Associate Professor und 1960 Professor am MIT. 1960 bis 1966 leitete er dort die Abteilung Elektrotechnik und Informatik (EECS). 1982 bis 1983 war er stellvertretender Leiter (neben Joel Moses) der Informatik. 1970 bis 1972 war er Cecil H. Green Professor für Elektrotechnik und ab 1974 Edwin S. Webster Professor für Elektrotechnik. Ab 1976 war er am Labor für Informatik (Computer Science) des MIT. Er war unter anderem Gastprofessor an der University of California, Berkeley (1967/69), am Imperial College in London (1975/76) und in Harvard (1983/84). Er starb an der Creutzfeldt-Jakob-Krankheit.
1955 führte er Faltungscodes als Alternativen zu Blockcodes als fehlerkorrigierende Codes ein. Ebenfalls in den 1950er Jahren führte er List Decoding ein für fehlerkorrigierende Codes: statt einer Dekodierungsantwort wird bei größeren Fehlerraten eine Liste generiert. 1954 führte er Produkt-Codes ein (als Multiplikation zweier Block Codes). 1954 führte er den Binären Auslöschungskanal als Modell für Kommunikationskanäle ein.
Die Information Theory Society des IEEE ehrte ihn 1997 mit ihrer höchsten Auszeichnung, dem Claude E. Shannon Award und 1998 für die Erfindung des Faltungscodes mit dem „Golden Jubilee Award for Technological Innovation“. Kurz vor seinem Tod erhielt er die Richard-W.-Hamming-Medaille des IEEE. Neben vielen weiteren Ehrungen, war er Fellow des IEEE und Fellow der American Association for the Advancement of Science, ein Mitglied der National Academy of Engineering, der National Academy of Sciences und der American Academy of Arts and Sciences (1961). Er war einer der Gründer der Zeitschrift Information and Control und deren Mitherausgeber.
1966 war er Invited Speaker auf dem Internationalen Mathematikerkongress in Moskau (Networks of Gaussian channels with applications to feedback systems).

## Schriften
- Error-Free coding, IRE Transactions (Professional Group on Information Theory, PGIT), PGIT-4, 1954, S. 29–37
- Coding for noisy channels, IRE Convention Record, Part 4, 1955, S. 37–46
- Coding for two noisy channels, in Colin Cherry (Hrsg.) Information Theory, Academic Press 1956, S. 61–74
- Computation in the presence of noise, IBM J. Res. Development, Band 2, 1958, S. 346–353
- Networks of Gaussian channels with applications to feedback systems, IEEE Trans. Information Theory, Band 13, 1967, S. 493–501
- Universal Codeword Sets and Representations of the Integers, IEEE Transactions on Information Theory, Band 21, März 1975, S. 194–203.
- Interval and Recency Rank Source Coding: Two On-line Adaptive Variable-length Schemes, IEEE Transactions on Information Theory, Band 33, Januar 1987, S. 3–10.